# Obelisco de la pampa de la Quinua
El Obelisco de la pampa de la Quinua es un monumento que fue inaugurado el 9 de diciembre de 1974 que está ubicado en la pampa de la Quinua, departamento de Ayacucho, Perú. Fue construido en 1968 en conmemoración de los 150 años de la batalla de Ayacucho, ocurrida el 9 de diciembre de 1824.

## Descripción
Tiene una base cuadrangular de 15 metros de frente, por 19 de profundidad, sobre la cual se levanta la pirámide; está circundada por una plataforma de 34 metros de frente por 58 de largo, con un muro perimetral de 0,90 cm de alto; tanto la plataforma como el muro perimetral están cubiertos con lajas". El obelisco está hecho de mármol y tiene altura de 44 metros diseñado por el español Aurelio Bernandino Arias, que en 1968 expresó que su obra representa “cerca de medio siglo de lucha por la libertad y la independencia americana, desde la revolución de Túpac Amaru II en 1780, hasta la culminación victoriosa en la pampa de Ayacucho”.
En honor a los vencedores de la Batalla de Ayacucho, alberga en el frontis del obelisco esculturas, de tres metros de alto, de los mariscales Antonio José de Sucre, Agustín Gamarra, José de la Mar, José María Córdoba, Jacinto Lara y Guillermo Miller. Asimismo está la arenga del mariscal Antonio José de Sucre a las tropas del Ejército Unido Libertador antes de la batalla. En otro lado se describe la composición y distribución de las fuerzas patriotas.
El general Juan Mendoza, encargado de la Comisión Nacional del Sesquicentenario de la Independencia del Perú (CNSIP) describe al monumento: "Es de concreto armado, enchapado en mármol nacional, tipo travertino. Consta de una pirámide de 44 m. de altura, que simboliza los años transcurridos entre la Revolución de Túpac Amaru en 1780 y la Batalla de Ayacucho en 1824. Tiene una base cuadrangular de 15 metros de frente, por 19 de profundidad, sobre la cual se levanta la pirámide; está circundada por una plataforma de 34 metros de frente por 58 de largo, con un muro perimetral de 0.90 cm. de alto; tanto la plataforma como el muro perimetral están cubiertos con lajas".

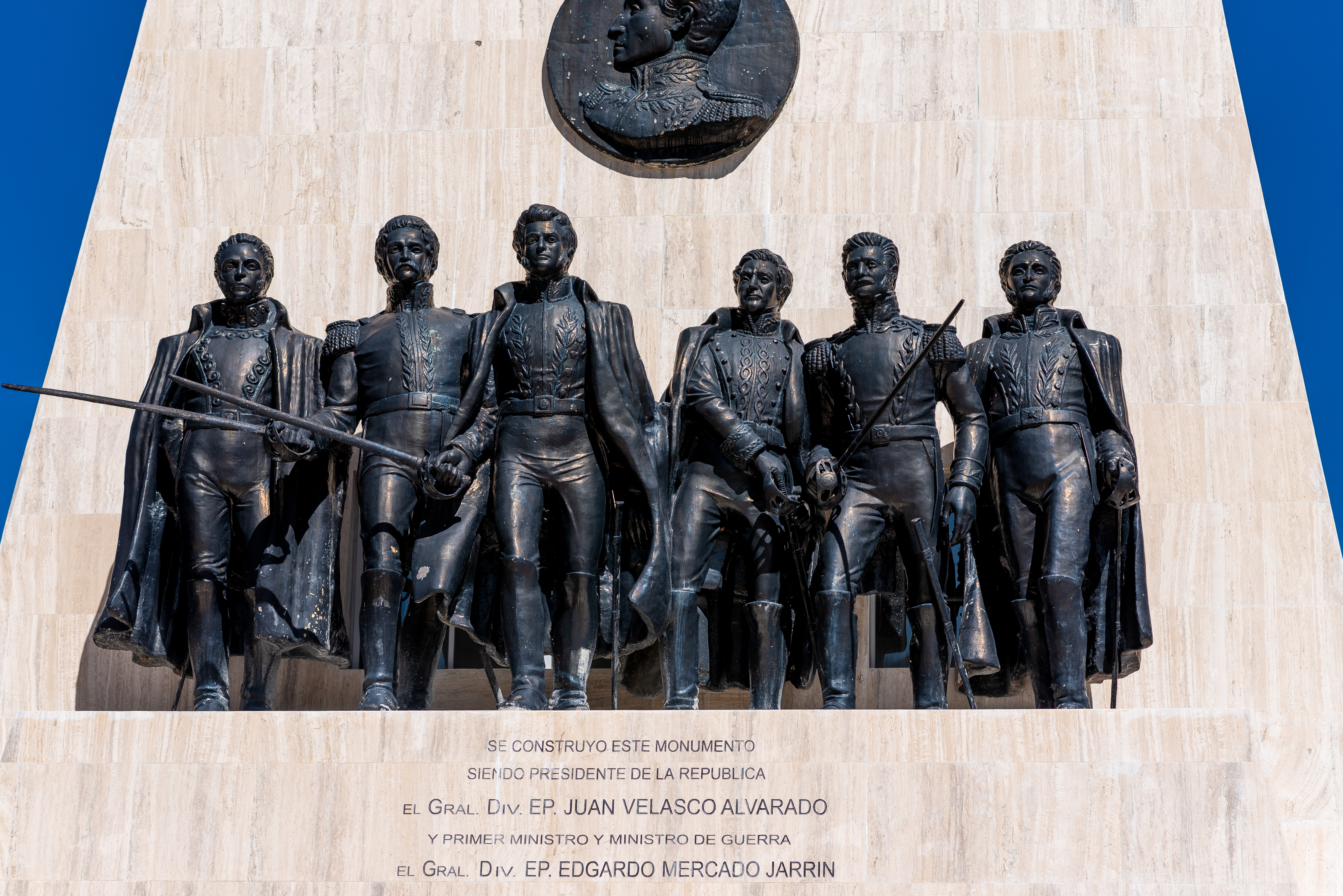
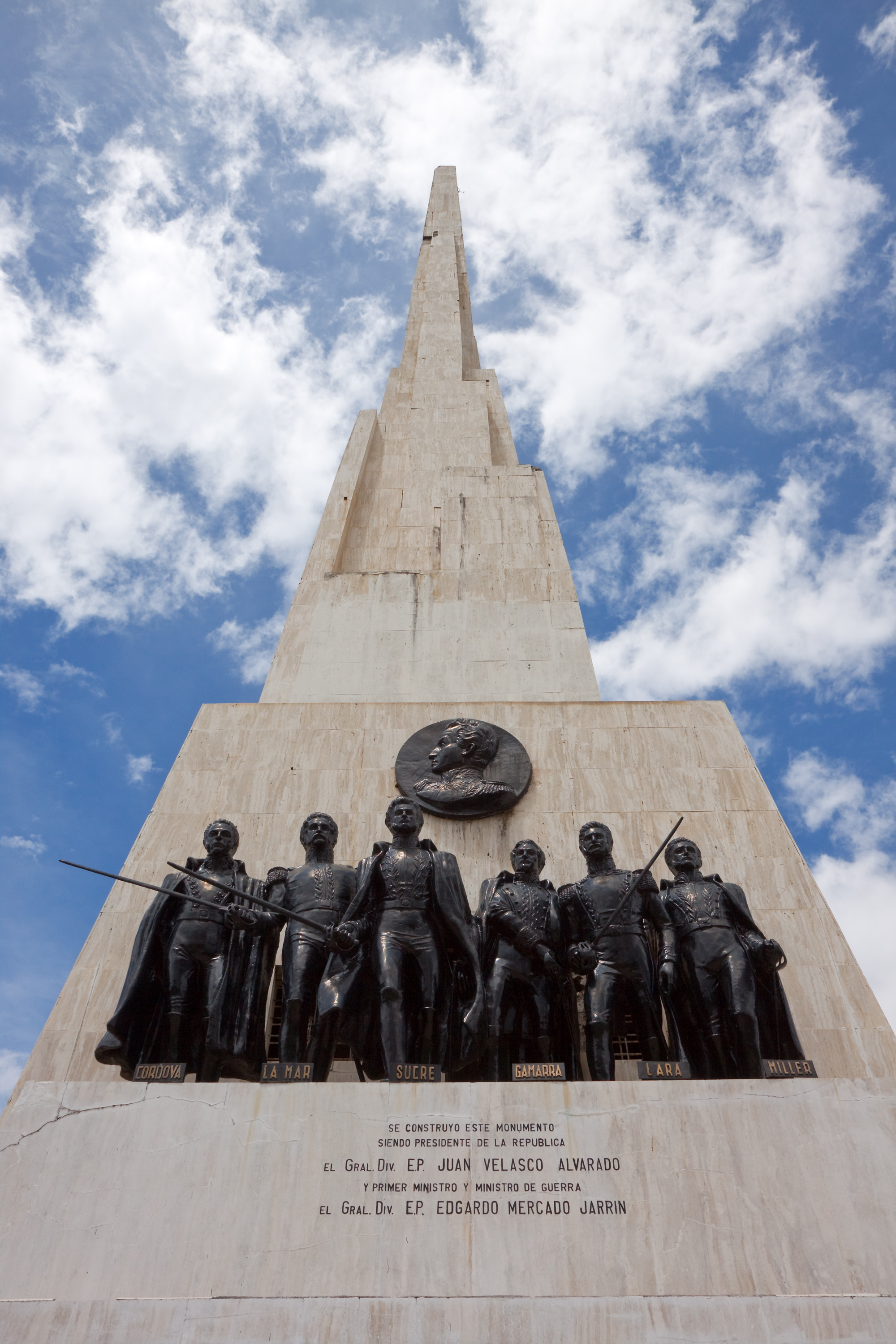
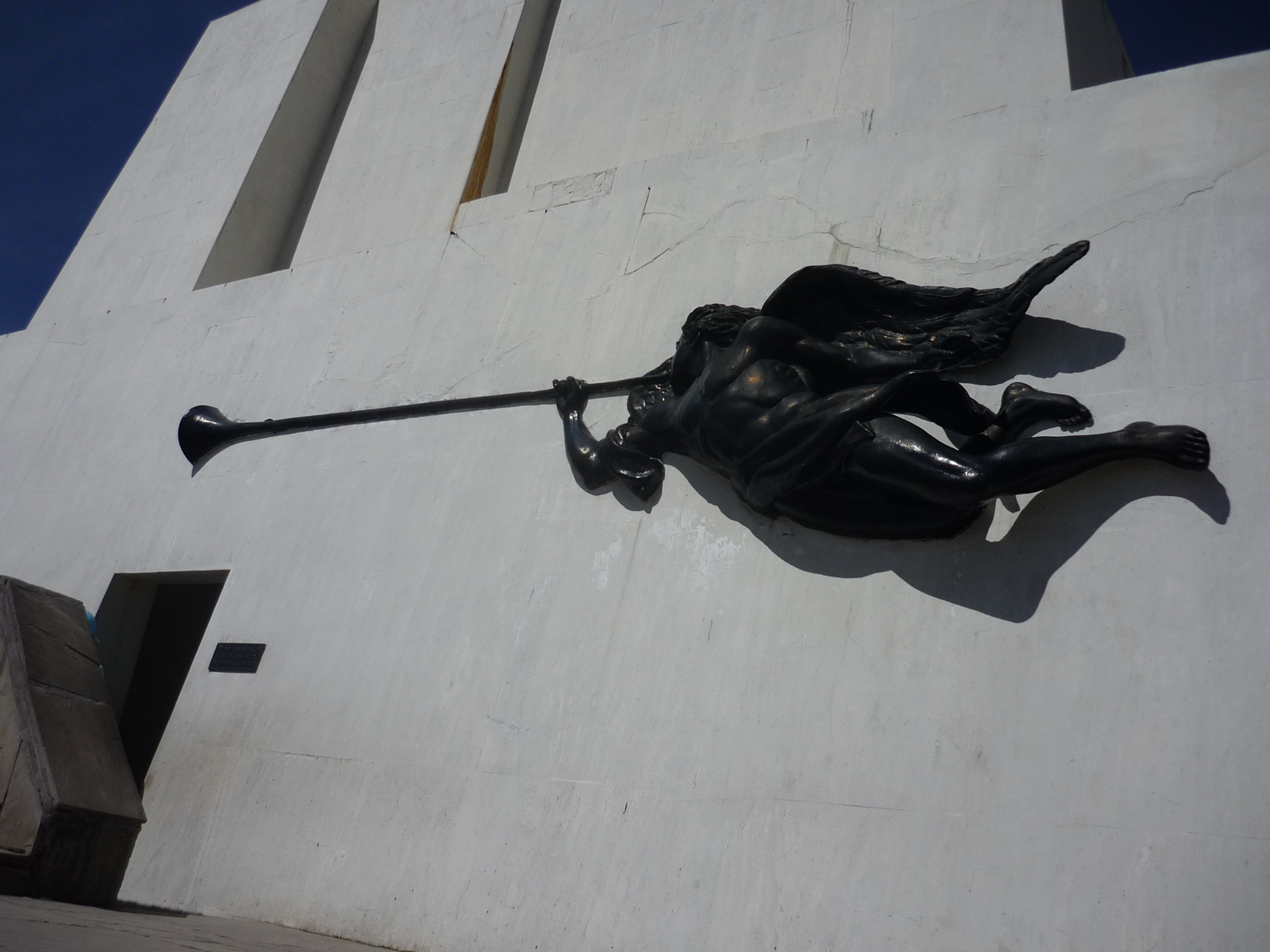
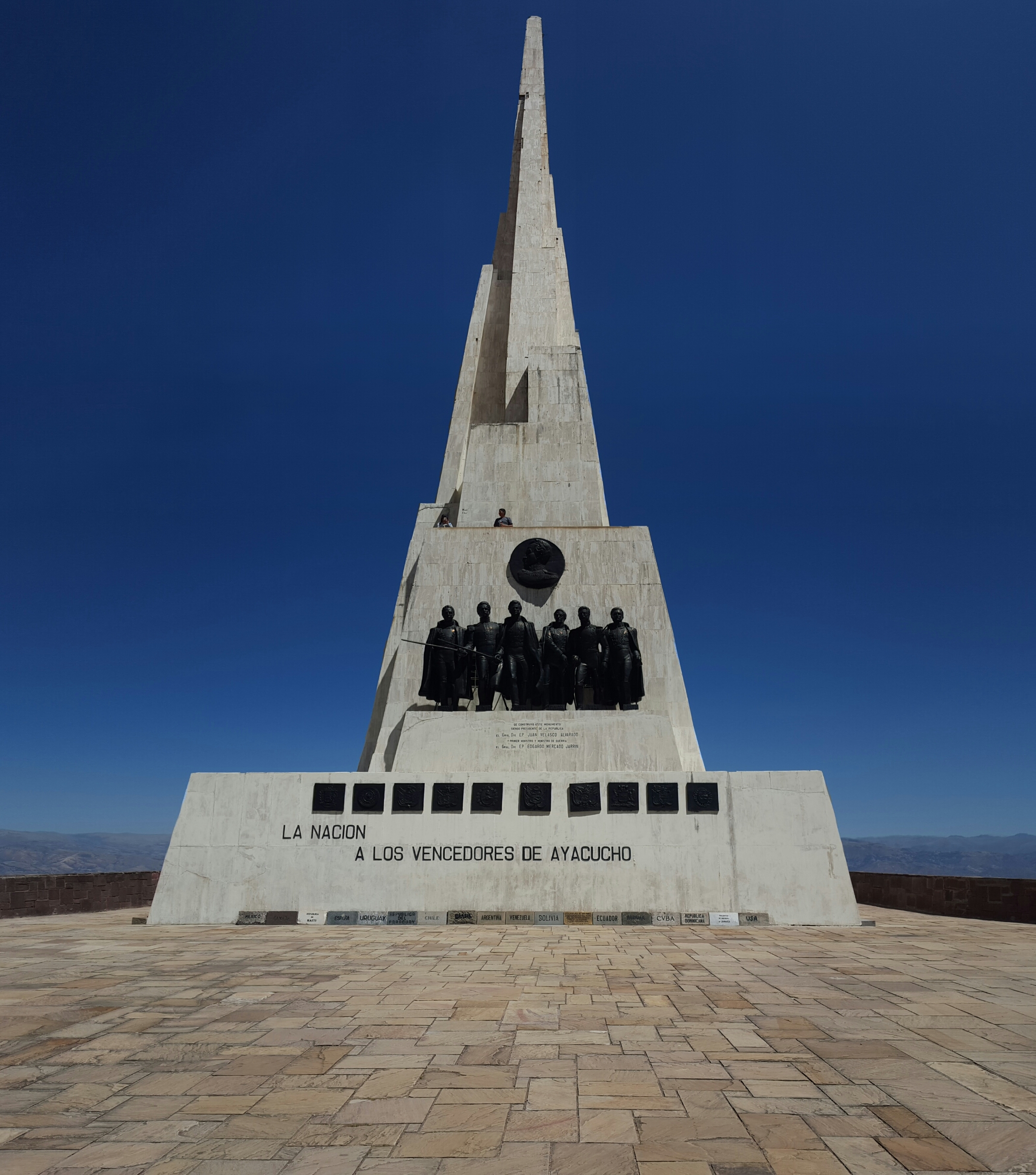
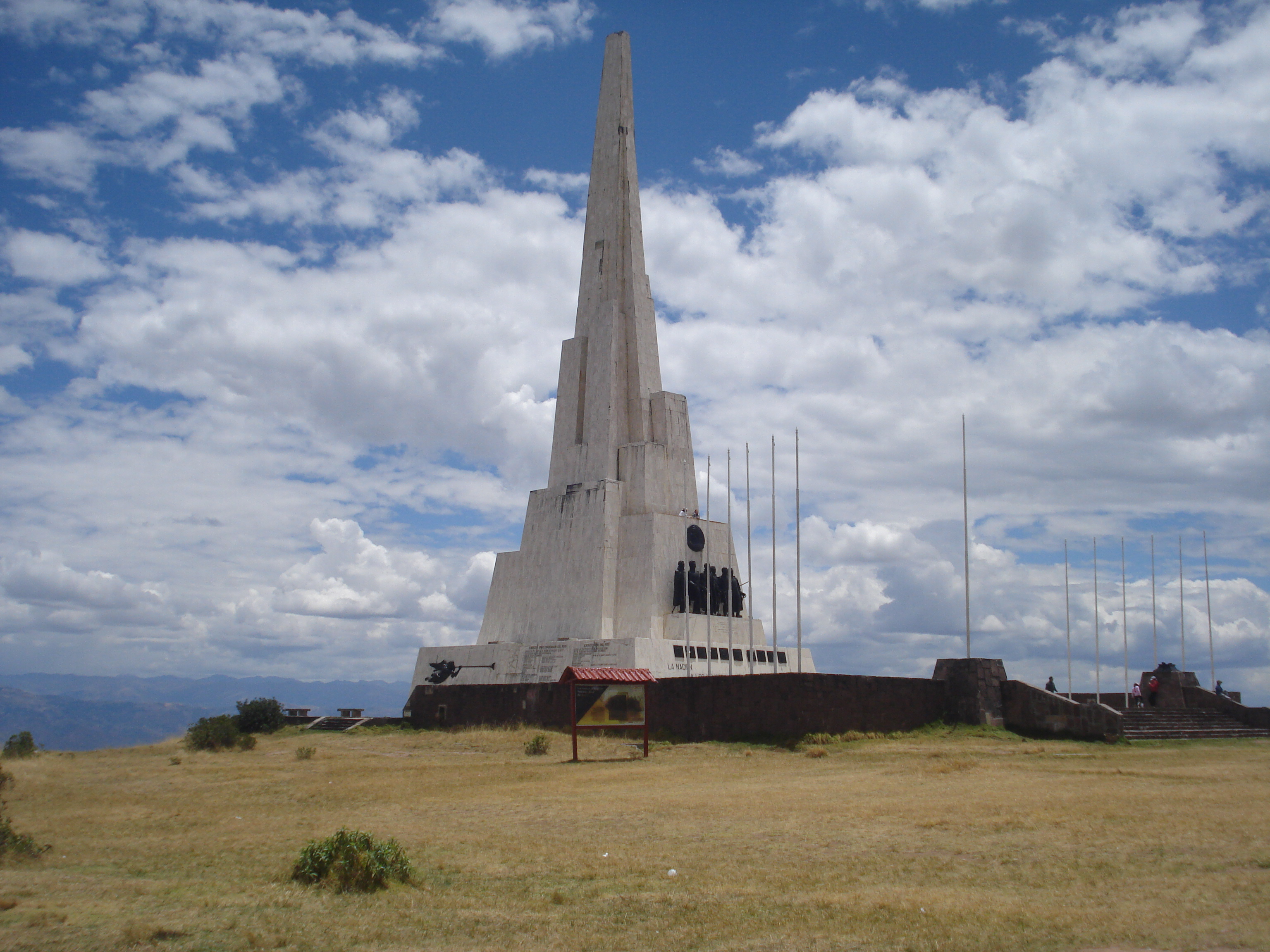

## Historia

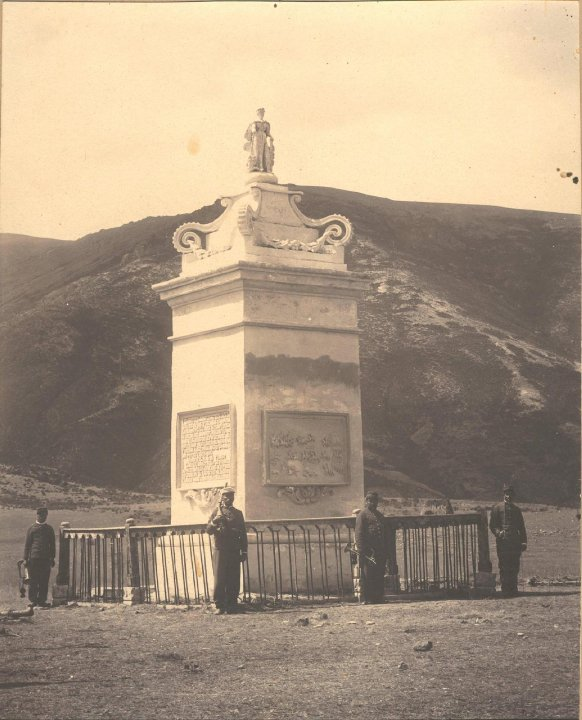
Antiguo monumento ubicado en la pampa de la Quinua.

La construcción de un monumento para conmemorar la batalla data de 1825, cuando se estableció el presupuesto para la construcción del monumento conmemorativo. Sin embargo, la construcción fue propuesto hasta la conmemoración de 29 de julio de 1897, cuando se logró edificar una estatua a la Libertad promovido por el coronel Pedro Portillo Silva y encargado al escultor ayacuchano Buenaventura Rojas.
El 17 de septiembre de 1968 se aprobó el proyecto del obelisco. Fue inaugurado el 9 de diciembre de 1974.
En 1973 fue declarada Monumento Histórico Nacional. En el 2018 se declaró como monumento integrante del Patrimonio Cultural de la Nación.
En el 2020 se realizó el mantenimiento y restauración del Obelisco de la Pampa de Ayacucho. El ministerio de Cultura proyectó la restauración de la edificación y obras exteriores, la construcción de servicios higiénicos y el acondicionamiento museográfico. El inicio de la obra se espera para el segundo trimestre del 2023. Fue iluminado en el 2021 en conmemoración por el Bicentenario de la Independencia del Perú y en el 2024 por motivo del bicentenario de las batallas de Junín y Ayacucho se realizó la iluminación con los colores rojo y blanco.